# Les comédiens sans le savoir
Les comédiens sans le savoir (em português Os comediantes sem o saberem) é um romance de Honoré de Balzac surgido em pré-publicação no Courier français em 1846, editado em volume no mesmo ano nas Cenas da vida parisiense da Comédia Humana da edição Furne. Foi editada novamente sob o título O provinciano em Paris em 1848 por Roux et Castanet.
O romance apresenta uma espécie de "revista da tropa" ou "ensaio geral" do conjunto de tipos sociais, silhuetas e personagens da Comédia Humana vistos ao vivo, em ação, no lugar geográfico mais recorrente na obra: Paris.

## Enredo
Sylvestre Palafox-Castel-Gazonnal, dito Gazonnal, vai a Paris para tratar de um processo que o opõe ao prefeito de seu departamento, os Pirenéus Orientais, e que fora transferido ao Conselho de Estado. As aventuras da personagem principal são pretexto para a apresentação de uma galeria de retratos balzaquianos que vão da lorette (a dançarina da Ópera Ninette), ao diretor de jornal (Théodore Gaillard), do porteiro Ravenouillet à vendedora de roupas Madame Nourrison.
Travando relações com seu primo Léon Didas y Lora, pintor divertido conhecido sob o nome de Mistigris (enviado ao castelo de Presles em Uma estreia na vida), discípulo do barão Hippolyte Schinner (o pintor famoso de A Bolsa), que se tornará um célebre paisagista e homem da moda, Gazonal descobre também a Paris dos elegantes no "Café de Paris". E graças à ajuda de Mistigris e de seus amigos (dentre eles a sedutora Jenny Cadine), Gazonal ganha seu processo, mas a um duro preço.
No plano de fundo, encontram-se naturalmente as personagens indispensáveis ao universo da Comédia Humana: Eugênio de Rastignac, Joseph Bridau, o poeta Melchior de Canalis, o pintor Dubordieu, Carabine, os negocistas Cérizet e Ferdinand du Tillet, Malaga, o barão de Nucingen, Maxime de Trailles, bem como o cabeleireiro Marius, o pedicure republicano Publicola Masson, etc., como se o próprio Balzac tivesse desejo de retornar ao seu mundo e fazer um inventário.
Trata-se mais de um encenação (muito bem cenografada) de uma compilação de esquetes e retratos. Gazonal se apresenta um pouco como a testemunha da Comédia Humana, a verdadeira protagonista do romance sendo Paris e a vida parisiense, todos os bairros confundidos. "Há duas Paris: aquela dos salões, das atmosferas suaves, dos tecidos sedosos, dos bairros elegantes, e aquela mais infernal, das orgias, das ruelas sombrias (Ferragus), das mansardas miseráveis". "Tudo é possível em Paris, para o bem ou para o mal, para o justo e o injusto. Lá tudo se faz, tudo se desfaz, tudo se refaz".